# مارتن بوسبيسيل
مارتن بوسبيسيل (بالتشيكية: Martin Pospíšil) هو لاعب كرة قدم تشيكي في مركز الوسط، ولد في 26 يونيو 1991 في Bělkovice-Lašťany ‏ في التشيك. شارك مع منتخب التشيك تحت 19 سنة لكرة القدم ومنتخب جمهورية التشيك تحت 21 سنة لكرة القدم ومنتخب التشيك لكرة القدم. أما مع النوادي، فقد لعب مع فيكتوريا بلزن ونادي سيغما أولوموتس ونادي يابلونتس.

## وصلات خارجية
- مارتن بوسبيسيل على موقع الاتحاد التشيكي (الإنجليزية)
- مارتن بوسبيسيل على موقع قاعدة بيانات كرة القدم.إي يو (الإنجليزية)
- مارتن بوسبيسيل على موقع ناشيونال فوتبول تيمز (الإنجليزية)
- مارتن بوسبيسيل على موقع Soccerway.com (الإنجليزية)